# Louis Verbeeck (politicus)
Carolus Ludovicus of Karel Lodewijk (Charles of Louis) Verbeeck (Boom, 17 augustus 1840 - aldaar, 9 mei 1915) was een Belgisch politicus voor de Liberale Partij. Hij was burgemeester van Boom.

## Levensloop
Hij werd in 1876 burgemeester van Boom ter vervanging van Jozef Tuyaerts. Onder zijn bewind werden onder meer de eerste telegraafkabel en de opening van de spoorwegverbinding naar Antwerpen gerealiseerd. In 1886 nam hij om gezondheidsredenen ontslag. Hij werd niet direct vervangen en bleef zijn taken waarnemen. In 1887 werd hij ondanks de liberale meerderheid in de gemeenteraad vervangen door de katholiek Emile Van Reeth.
In 1896 nam hij, als vertegenwoordiger van den buiten, namens de Liberale Associatie op de lijst van de Vereenigde Liberalen deel aan de parlementsverkiezingen van 1896, maar raakte niet verkozen.
Louis Verbeeck had een dakpan- en steenbakkerij in Boom.
In Boom is een straat naar hem vernoemd, met name de Louis Verbeeckstraat.